# Au-Hun
Au-Hun ist eine osttimoresische Aldeia. Sie liegt im Norden des Sucos Becora (Verwaltungsamt Cristo Rei, Gemeinde Dili). 2015 hatte Au-Hun eine Einwohnerzahl von 4637.
Au-Hun befindet sich im nördlichen des dreigeteilten Territoriums Becoras und bildet seine nördliche Spitze. Er entspricht in etwa dem Stadtteil Masau de Baixo. Südlich grenzt Au-Hun an die Aldeias Romit, Becusi Craic, Becusi Centro und Maucocomate. Westlich des Flussbetts des Bemori liegt der Suco Culu Hun, östlich des Flussbetts des Benamauc der Suco Bidau Santana. Beide Flüsse treffen an der Nordspitze von Au-Hun zusammen und fließen als Mota Claran weiter nach Norden. Die Flüsse führen nur in der Regenzeit Wasser.
Im Südwesten von Au-Hun befindet sich der Markt von Becora.